# Cymodusa josephi
Cymodusa josephi là một loài tò vò trong họ Ichneumonidae.